# Toba (etnia)

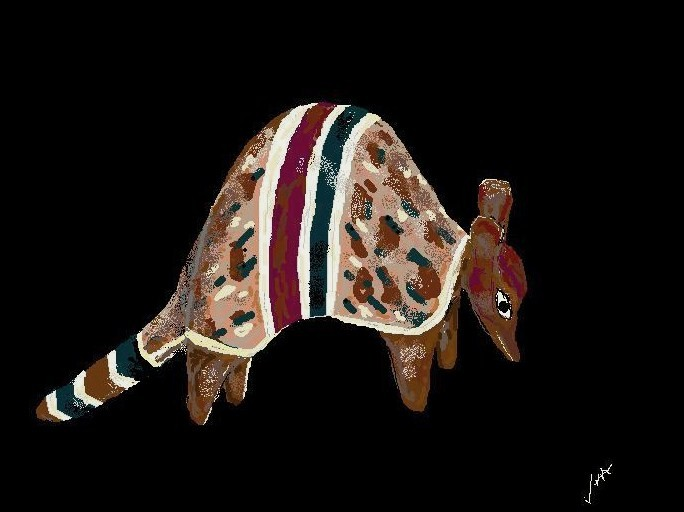
Piccola "scultura" Qom'lek: un tatù carretta in terracotta.

I qom'lek o toba sono un'etnia aborigena che vive nella regione del Chaco; la maggior parte è stanziata nell'Argentina settentrionale, alcune comunità vivono nel Paraguay del Sud mentre la popolazione toba della Bolivia è costituita da poche unità che abitano nei pressi del confine con Argentina e Paraguay.
Vivono in comunità isolate dalla civiltà occidentale, in piccoli gruppi di famiglie che costruiscono le loro case con fango e paglia ai margini delle foreste o sotto un carrubo. Le condizioni climatiche della zona sono estreme, con temperature fino a 50 °C nelle giornate estive, e fredde nelle notti invernali. I toba sono una popolazione tradizionalmente guerriera, ma dopo la sconfitta subita contro i conquistadores si sono trasformati in un popolo pacifico e dedito alla caccia, all'allevamento e, nelle zone più vicine alla civiltà, all'artigianato.
Le donne producono ceste e cappelli di paglia, borse di chaua, gli uomini vasi e oggetti di terracotta. Parlano una lingua propria che si è mantenuta intatta nei secoli e rispettano antiche tradizioni, tramandate dagli anziani che sono molto rispettati. Tra le particolarità della cultura toba c'è il timore che hanno sviluppato verso alcune parole (che indicano malattie, disgrazie). Una forma di superstizione che indica un rispetto molto forte verso il potere del linguaggio. Pare che in passato non si potesse pronunciare il nome di una persona, per un certo tempo dopo che questa era morta. Trascorso questo tempo il nome veniva adottato da un giovane che rimpiazzava la persona scomparsa.
Attualmente nella zona tra i fiumi Teuco e Bermejito vivono riunite molte famiglie che hanno ottenuto la restituzione di queste terre dal governo argentino. Le famiglie si sono riunite nell'associazione Megusouchi grazie alla quale hanno potuto appellarsi a un'antica legge del 1915 che non era mai stata applicata, e ottenere così 50.000 ettari come proprietà comunitaria riconosciuta legalmente.